# 天蛾人
天蛾人（英語：Mothman）又稱飛蛾人，是一種在美國西維吉尼亞州民間傳說中的人形生物，據報導從1966年11月15日至1967年12月15日在西維吉尼亞州梅森縣波因特普萊森地區出現。《波因特普萊森紀事報》1966年11月16日發表了關於此生物的首次報導，標題為〈情侶們看到了人形大小的鳥......生物......某種東西〉（Couples See Man-Sized Bird ... Creature ... Something）。全國媒體很快就散播了這些報導，在神秘動物學中知名度極高。天蛾人已成為都市傳說，其真相據信源於對遷徙外的沙丘鶴或鷺的目擊。波因特普萊森為此傳說每年都會舉辦一次「天蛾人節」（Mothman Festival）。
天蛾人由美國作家格雷·巴克在1970年向更廣泛的受眾介紹，約翰·基爾隨後在1975年出版的《天蛾人預言》一書中普及；他在書中聲稱天蛾人的存在以及目擊事件有關的超自然事件，並與銀橋的倒塌扯上關係。這本書後來被改編成2002年電影。

## 歷史

### 最早的報告
20世紀上半葉，據報導曾被人多次在西維吉尼亞州的俄亥俄河和卡诺瓦河附近看到一隻翼展約3.5米的深紅色大鳥。當時還未有「天蛾人」一名稱，但這些所謂的目擊事件通常被拿來與之後的天蛾人案聯繫。
大約在1961年，一名女子和父親在俄亥俄河附近的2號公路上開車時，看見一個人影經過馬路。根據她後來的描述，當自己放慢車輛速度時，該人影伸展出翅膀並飛走。該女子很長一段時間沒有向任何人提起這件事，聲稱無論如何也沒有人會相信她的故事。:39據報導，1965年，天蛾人也曾出現在俄亥俄河附近的一個孩子面前（男孩將這種生物描述為天使），並在1966年夏天，同一地區的一位醫生的妻子稱自己看到了一隻「巨大的蝴蝶」。

### 1966年起的頻繁目擊
正式與天蛾人牽連的目擊最早於1966年開始。神秘動物學家洛倫·科爾曼在《天蛾人和其他奇妙的遭遇》（Mothman and Other Curious Encounters）中寫道，1966年9月1日，幾個人看到一個人形物體在密西西比河上空盤旋；11月1日，據報導，美國國民警衛隊的一名成員在樹上看到了一個人形物體。:172
1966年10月12日，五名掘墓人首次向媒體提供了碰見天蛾人的證詞，他們描述了一個長著翅膀的棕色人種。該生物原本坐在附近的一棵樹上，然後起飛到空中並從受驚目擊者的頭頂飛過。10月28日，西維吉尼亞州查尔斯顿的理查·韋斯特（Richard West）據稱觀察到一個類似蝙蝠的人影坐在屋頂上。據他描述，該生物高約1.8米，翼展近2.5米，擁有紅色的大眼睛。
一個月後，即1966年11月15日，晚上10點30分左右，西維吉尼亞州塞勒姆（距離波因特普萊森145公里）的承包商紐厄爾·帕特里奇（Newell Partridge）正在看電視，電視突然黑屏，然後開始顯示魚骨圖案並發出嗡嗡聲。他聽到類似發電機的聲音，養的3歲德國牧羊犬班迪（Bandit）在屋外狂吠，於是該男子拿著手電筒出去查看。他用手電筒照向穀倉，狗也朝該處走去，但看見了一雙紅色的眼睛，就像自行車車燈一樣。該男子後來說：「到穀倉的距離是一座足球場的長度，大概150碼左右；然而，從遠處看，那雙眼睛顯得很大。當我還是個孩子的時候，整夜都在打獵，我很清楚浣熊、狗或貓等動物的眼睛在黑暗中是什麼樣子，但那眼睛真的太大了。」
他試圖帶著狗接近穀倉，但因「催眠、超自然的恐懼力量」而癱瘓。班迪是一隻經歷過多次狩獵的狗，朝著這個神秘現象跑去，再也沒有回來；只聽得見動物發生的吱吱聲。:42帕特里奇手裡拿著獵槍，在床上度過了余下的一夜，早上在穀倉區域只發現了狗爪印。他認為這是班迪到榖倉後就開始打轉，好像在追自己的尾巴，但奇怪的是，這隻狗以前從未這樣做過。班迪在泥地上留下的腳印表明從房子跑向穀倉，轉了幾個「圈」，然後神秘失蹤；也不見神祕生物的蹤影。

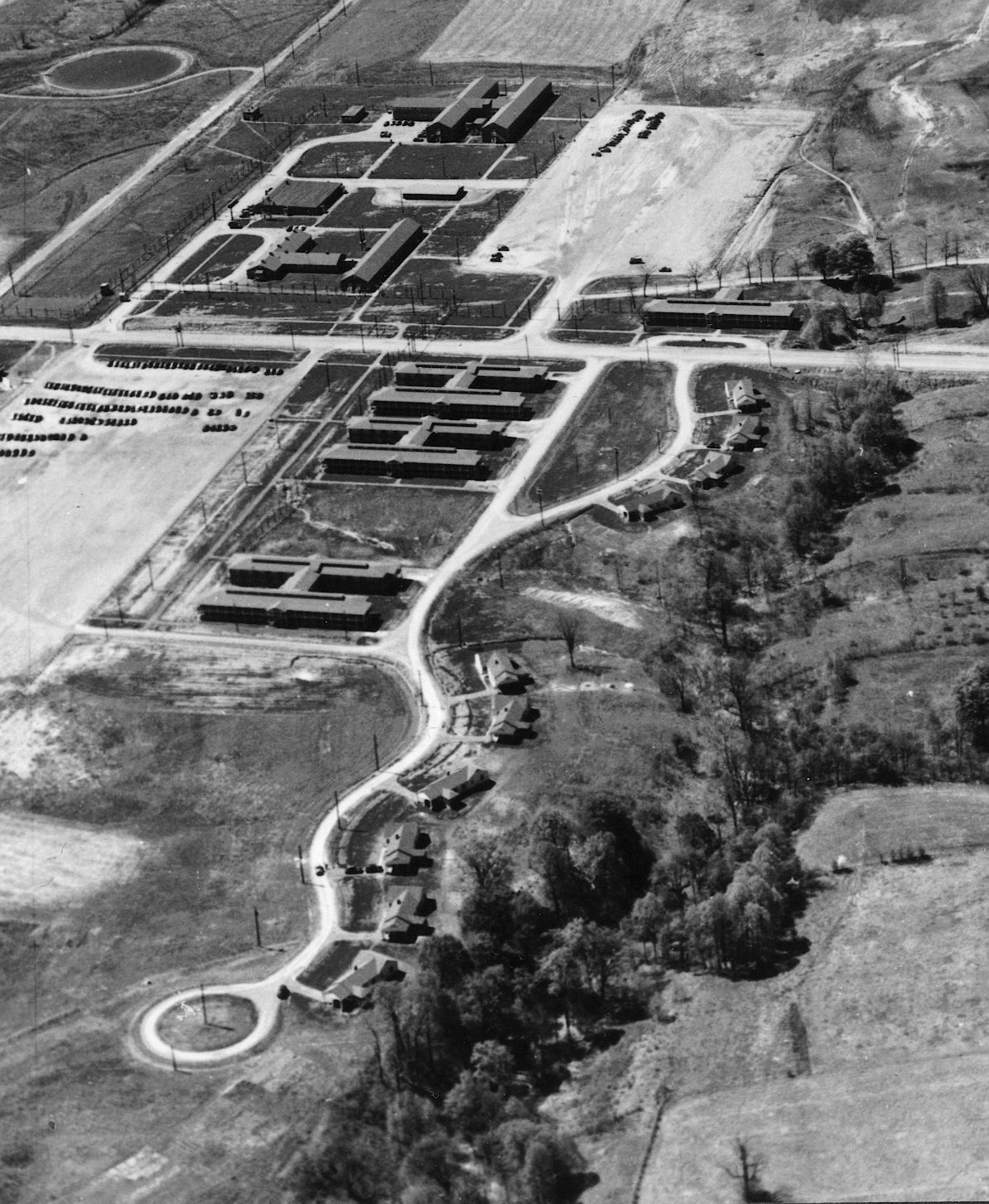
20世紀40年代波因特普萊森特附近的麥克林蒂克野生動物管理區工廠，據稱是天蛾人目擊事件的發生地

同樣是1966年11月15日深夜，來自波因特普萊森的兩對年輕夫婦——羅傑（Roger）和琳達·斯卡伯里（Linda Scarberry），以及史蒂夫（Steve）和瑪麗·馬萊特（Mallette）開車出行。他們告訴警方，看到一種巨大的白色生物，其雙眼「發出紅光」，站在前二戰軍火廠舊址TNT區域附近的路旁、工廠大門附近一台舊發電機周圍的黑暗中:93–。羅傑·斯卡伯里將其描述為「身材修長、肌肉發達的人」，身高約七英尺，長有白色翅膀，但沒有手臂，也沒有頭，走路像企鵝般笨拙，且雙眼疑似擁有催眠作用，令她無法看清其的面孔。驚慌失措的圍觀者急忙沿著62號公路逃走。在最後一刻，他們看到一個人影向工廠門口移動。過了一會兒，在路邊的山上看到了該生物。他們證實這隻「鳥」展開了翅膀（估計達10英尺:40），然後輕鬆飛到空中並跟隨他們的汽車，無需擺動翅膀。據報導，該生物在追逐時速至少達每小時160公里的汽車時，展現出了令人難以置信的速度。他們在路上經過一具大狗的屍體，但當他們稍後返回時，屍體卻消失無蹤（與大約90分鐘前帕特里奇的狗失蹤有關:42）。該生物繼續跟著汽車，發出類似於「大老鼠」的尖叫聲。:40、50直到他們開入波因特普萊森特市區時，生物才飛走。驚恐萬狀的夫婦們向當地副警長米勒德·霍爾斯特德（Millard Halstead）報告了此事。認真對待證詞的霍爾斯特德後來表示：「我認真對待他們。我認識這些孩子一輩子，他們從來沒有遇到過任何麻煩，那天晚上他們真的很害怕。」
警方在檢查TNT工廠附近時，一名警察在無線電中聽到類似唱片高速旋轉的聲音，並看到工廠附近有「陰影盤旋」。幾天後，夫婦們和霍爾斯特德在白天回到了現場。洛倫·科爾曼稱，他們在工廠的鍋爐內看到有東西在飛，但他們太過害怕，不敢探清其真實樣貌。:41一群武裝的波因特普萊森特居民也曾搜查了TNT工廠，尋找這種神秘生物的蹤跡，但一無所獲，僅證實該地區已被遺棄並遭到破壞，足以成為大型生物的避難所。
在當地報紙首次報導後，接下來的幾天中，其他人也發生了類似的目擊事件。兩名看到生物的志願消防員稱那是一隻「紅眼睛的大鳥」。梅森縣警長喬治·強森（George Johnson）相信這些目擊事件是由一隻異常大的鷺所引起，並稱之為「希特波克」（shitepoke）。帕特里奇將自己的經歷告訴強森，當用手電筒照射該生物時，牠的眼睛「像自行車反光鏡一樣」發光。西弗吉尼亞大學野生動物生物學家羅伯特·L·史密斯（Robert L. Smith）告訴記者，描述和目擊都符合沙丘鶴的特徵：幾乎與人一樣高，翼展七英尺，眼睛周圍有紅色圓圈。沙丘鶴不是該地區的本地物種，所以一開始並沒有被認出。
天蛾人的報導散布至全美，各地媒體均有報導，之後透過美國作家格雷·巴克以及約翰·基爾的介紹而使知名度大增，包括後者在1975年出版的書籍《天蛾人預言》。因當時電視劇《蝙蝠俠》受到歡迎，虛構的超級英雄蝙蝠俠及其反派大幅出現在公眾的視野中。雖然反派殺手蛾沒有出現在劇中，但有人認為該角和蝙蝠俠漫畫的熱潮影響了當地報紙創造了「天蛾人」一名字。
一天晚上，雷蒙·沃姆斯利（Raymond Wamsley）、瑪塞拉·貝內特（Marcella Bennett）和他們的女兒蒂娜（Teena）去拜訪朋友拉爾夫（Ralph）和弗吉尼亞·湯瑪斯（Virginia Thomas），後者夫婦住在工廠大樓倉庫附近的平房裡。沃姆斯利和貝內特沒有找到朋友，朋友的孩子告訴家主人在教堂。沃姆斯利和貝內特離開房子，進入停在附近的一輛汽車，根據他們的說法，當時車旁邊出現了一個奇怪的人影。貝內特後來回憶，該生物似乎躺在地上，當人們走近汽車時，牠慢慢站了起來。所謂的天蛾人體型巨大，呈灰色，長著一雙大而發紅光的眼睛，「又大又灰的東西，比人類高大，有可怕的紅眼睛。」:42貝內特被眼前的景象嚇壞，不慎把小女兒扔到了地上。不過，她很快就回過神來，抱起孩子和伴侶一起往家的方向跑。沃姆斯利報了警，而其他人則聽到這個神秘的東西在門廊上走來走去，透過窗戶往裡看。當警察到達時，該生物已失去蹤影。
下一次據稱目擊天蛾人的報導發生在11月的接下來幾天。11月18日，波因特普萊森的兩名常駐消防員保羅·約德（Paul Yoder）和班傑明·伊諾克斯（Benjamin Enochs）發現了一種奇怪的生物；他們將其描述為「大型」動物，但一致認為那「肯定是一隻鳥」:95–99。11月24日，據稱有四人觀察到一隻生物在TNT工廠上空盤旋。據科爾曼說，在接下來的幾週內，發生了數十起這種奇怪生物的目擊事件。例如，一天早上，住在俄亥俄州柴郡的羅伊·格羅斯（Roy Grose）被一隻狂吠的狗吵醒，並看到房子附近草地上的樹梢上盤旋著一個五彩繽紛的物體。當天，一名少年駕車行駛在格羅斯公寓附近的7號公路上，遇到一隻巨大的「鳥」，牠在空中盤旋並「俯衝」，追趕男孩的汽車一英里多。:43
地方和國家媒體刊登了天蛾人目擊的報導，導致更多人承認有類似的經歷。例如，名為肯尼思·鄧肯（Kenneth Duncan）的男子聲稱，11月12日在克倫德寧看到了類似棕色人形的東西在樹上翱翔。鄧肯隨後參與了為已故岳父挖掘墳墓的活動，在幫助鄧肯的其他四個人注意到之前，該生物已飛走。11月20日，一對夫婦向查爾斯頓警察報告稱，在渡輪支流附近看到了一隻大鳥，該生物的翼展比他們汽車的寬度還大；牠飛過汽車、坐在樹上後飛走。同一天，一群青少年稱在坎貝爾斯溪上空看到了「鳥人」。與此同時，據報導霍華德·米勒（Howard Miller）觀察到一隻4英尺高、眼睛下方有紅新月的鳥。他聲稱該生物降落在尼古拉斯縣迪克西的一座公共汽車車庫上。布蘭妲·瓊斯（Brenda Jones）也在坎貝爾溪附近觀察到了類似的生物；據她所述，天蛾人從她身邊逃進了森林。11月25日上午，克拉克斯堡的湯瑪斯·尤里（Thomas Ury）沿著62號公路行駛，突然看到路邊的田野里站著一隻人形生物，高6英尺，翼展達10英尺。該男子對此描述：「牠的翼展約為10英尺，可能是一隻鳥，但我肯定從未見過。很怕對方會徑直向我飛來，突然牠展開一雙翅膀，垂直向上飛行，就像一架直升機一樣......即使我行駛了75英里，牠仍然懸停在車頂......那天我很害怕到無法去上班。」:43
11月26日，查爾斯頓居民露絲·福斯特（Ruth Foster）報告說看到天蛾人站在她家前的草坪上，該女子呼叫姐夫也來查看時，這個所謂的生物已消失。這是唯一提及天蛾人面孔的目擊記錄。福斯特說，這個生物有一張小而搞笑的臉，但沒有注意到牠是否有鳥喙。天蛾人也據稱11月27日在梅森追逐一名女子，同天更在紐黑文追趕康妮·喬·卡本特（Connie Jo Carpenter）駕駛的汽車。約翰·基爾指出，該名女性因看到天蛾人發光的紅眼睛，導致在遇到生物的兩週內患上結膜炎。同一天，聖奧爾本斯的兩個孩子——希拉·凱恩（Sheila Cain）和妹妹目擊到了天蛾人，稱該生物身高約2.1米，有雙紅色的大眼睛。姊妹倆因害怕而逃跑，天蛾人則飛到空中追了她們一段時間。

### 後來的目擊與聯繫
天蛾人的出現次數慢慢地減少，且行跡並不明顯，但仍不時存在目擊事件。1966年12月11日，在喀拜爾縣威爾森直街，有一個巨大的物體從凱特琳·比弗（Katluyn Beaver）的汽車上方低空飛過:44。下一次目擊事件發生在1967年1月11日，並在同年晚期發生了幾次。
1967年1月11日，梅布爾·麥克丹尼爾（Mabel McDaniel，琳達·斯卡貝里的母親）報告稱，凌晨5點看到一種巨大的帶翅膀的生物在62號公路上空盤旋：「在小小酒吧上空盤旋後飛走。我以為那是一架飛機，但意識到飛得太低了......牠是棕色，翼展至少有10英尺，印象中看到了兩條腿......像人一樣......懸在上方。」麥克丹尼爾還指出，該生物似乎既沒有頭也沒有脖子。:45

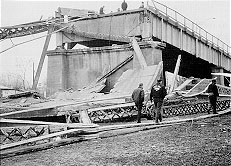
崩塌的銀橋

1967年12月15日，連接當地與俄亥俄州加利波利斯的銀橋發生垮塌事故，造成46人死亡。美國運輸部的一項分析發現，固定橋樑重要結構元件的一枚鏈接軸形成小裂紋，並透過內部腐蝕擴展:47。傳聞有人在橋倒塌前目擊到天蛾人出現在附近，而將天蛾人與該事故聯繫起來。此後，天蛾人的出現也常有伴隨著災難的傳說，銀橋事故是最著名的案例。據格鲁吉亚報紙《自由格魯吉亞》（Svobodnaya Gruziya）的2002年報導，俄羅斯不明飛行物學家聲稱，莫斯科的天蛾人目擊事件預示著1999年俄罗斯公寓楼爆炸案。
2016年，西維州查爾斯頓電視台WCHS-TV發表了一張據稱是天蛾人的照片，該照片是由一名匿名男子在梅森縣2號公路上行駛時拍下。科學作家莎朗·A·希爾認為這張照片像「一隻鳥或貓頭鷹，可能剛好帶著一隻青蛙或蛇離開」，「有太多更合理的解釋，沒有理由懷疑這就是傳說所述的天蛾人。」

## 分析
民俗學者詹·哈洛·布朗凡德指出天蛾人已被大眾媒體廣泛報導，一些聲稱目擊事件與不明飛行物有關，另一些則聲稱軍事儲存地點是天蛾人的「家」。對1966-67年天蛾人報告的敘述明朗，至少有一百人看到了天蛾人，還有更多人「不敢報告他們的目擊事件」，但布朗凡德觀察到此類故事的書面來源包括兒童讀物、聳人聽聞或無證記錄的報導，這些報導的引用來源缺乏實名者。布朗凡德在許多天蛾人的報告和更古老的民間故事中發現了一些共同點，這表明一些真實的事物可能引發了恐慌，並與現有的民間傳說交織在一起。他還記錄了天蛾人襲擊停放的青少年汽車車頂的軼事。
芝加哥大學心理學家大衛·A·加洛（David A. Gallo）表示，2017年期間，芝加哥有55次的天蛾人目擊報告，自稱為福特現象研究員的朗·斯特里克勒（Lon Strickler）網站發表了「精選樣本」。加洛解釋：「他並不是隨機抽樣詢問目擊者們是否看到天蛾人，只是統計自願站出來報告目擊事件的人數。」加洛認為：「人們有可能瀏覽像斯特里克勒這樣以超自然現象為中心的網站，也可能更傾向於相信並為此見證『天蛾人』的存在。」
一些偽科學信徒（例如不明飛行物學家、超自然現象作者和神秘動物學家）聲稱天蛾人是外星人、超自然現象或仍未知的動物物種。約翰·基爾在《天蛾人預言》中聲稱，波因特普萊森的居民傳聞曾有過預知，包括銀橋倒塌的預感、UFO目擊事件、黑衣人的非善意來訪以及其他現象。1967年，基爾開始接到自己在研究《天蛾人預言》時認識的人打來的電話。他們聲稱與外星人有聯繫，外星人給了他們關於未來事件的預言，其中包括羅伯特·弗朗西斯·甘迺迪遇刺以及銀橋事故的消息。來自俄亥俄州阿森斯的《阿森斯信使報》記者瑪麗·海爾（Mary Hyre）是基爾的熟人，當時她住在波因特普萊森，她向基爾講述了自己的夢，夢見人們在河裡淹死。其他幾個人也向他報告了類似的噩夢。:46
其他解釋包括：天蛾人是真實存在的理論假定起源於地外生命。根據此理論，天蛾人和其他諸如卓柏卡布拉之類的神秘生物，都來自另一個維度。天蛾人應該通過跨維度的「入口」「掉出來」並最終到達波因特普萊森。這可解釋為何牠突然出現又突然消失。也有聲音稱天蛾人為變異的動物或人類、鬼魂或惡魔，其中天蛾人目擊、銀橋災難以及西維吉尼亞州的其他幾起悲劇事件，可與兩個世紀前印第安人對該地區的詛咒有所關聯。據稱，被葬在波因特普萊森的康史達克酋長（約1720年至1777年）臨死時，為該地區降下了「詛咒」；導致波因特普萊森的不幸事件皆因詛咒而起，根據傳說，他在60年代為了報復，派遣預示災難的天蛾人去恐嚇波因特普萊森。

### 鳥類
解釋天蛾人之謎的「候選者」之一為沙丘鶴，由西維吉尼亞大學野生動物生物學家羅伯特·L·史密斯提出。該物種的特徵是頭部有紅色斑點，在某些情況下可能會被誤認為是紅色的大眼睛，加上成體可以達到與天蛾人接近的大小。但俄亥俄大學的研究人員指出，該物種更喜歡更北方的地區，不太可能出現在西維吉尼亞州。此外，1966年11月15日的目擊者羅傑·斯卡伯里和瑪麗·馬萊特見其照片後都否認見過這種鳥，並相信神秘生物是天蛾人。:51斯卡伯里甚至諷刺地表示：「我很想看看這隻鶴來追我們的車。」
頭部前方呈「猴臉」的西仓鸮也被提及，體型大、發光的眼睛、夜間飛行、飛起來相當安靜，且傾向棲息在廢棄的建築物（例如TNT工廠）中。但該理論無法解釋天蛾人常見的元素：膜狀（無羽毛）的翅膀、神秘的聲音、不尋常的速度和天蛾人的整體外形。:95–99其他鳥類的目擊事件可能是天蛾人的真面目，其中包括雪鸮或红头美洲鹫。1966年12月，一隻雪鴞遺體被發現，源自名叫阿薩·亨利（Asa Henry）的農民在加利波利斯渡口所射殺。這種鳥通常體長約60厘米，平均翼展為1.6米，大多數最遠可飛至密歇根州南部，但也曾在路易斯安那州發現過狀況不佳的個體。紅頭美洲鷲是種大型食腐鳥，身長約60厘米，翼展近1.8米，有明顯淡紅色的禿腦袋，在俄亥俄州和西維吉尼亞州的夏季很常見。
懷疑論者兼超自然現象調查員喬·尼克爾表示，在最初的報導引起公眾關注後，出現了許多惡作劇，例如一群建築工人將手電筒綁在氦氣球上。他將天蛾人的故事歸因於橫斑林鴞的目擊事件，天蛾人的「發光眼睛」實際上是由手電筒或其他明亮光源的光反射引起的紅眼現象。:93–班傑明·雷德福指出，唯一關於發光「紅眼睛」的報導屬於二手來源，是目擊者之女雪莉·亨斯利（Shirley Hensley）引用父親的話。在最初目擊事件期間，與天蛾人相關的流行假設之一是一隻被誤認的沙丘鶴，主要是因為鳥的體型以及鶴眼睛周圍的「紅色」。同樣身為懷疑論者的丹尼爾·A·瑞德（Daniel A. Reed）研究了波因特普萊森地區沙山鶴的遷徙模式，以及天蛾人歷史報導的目擊事件，他提出在沒有注意到眼睛閃光的情況下，從統計上來看，目擊者最有可能將看見的東西誤識別成大藍鷺。

## 流行文化
波因特普萊森為促進當地觀光，選上了已成為「特產」的天蛾人，2002年舉辦了首屆天蛾人節（Mothman Festival），之後一年一度都會舉辦此活動。該節日是每年9月的第三個週末舉行，舉辦特邀演講、供應商展覽、吃鬆餅比賽以及當地著名地區的稻草車騎行。據活動組織者傑夫·沃姆斯利（Jeff Wamsley）所述，每年參加天蛾節的平均人數估計為1萬至1.2萬人。藝術家兼雕塑家鮑勃·羅奇（Bob Roach）為該生物創作了12英尺高的金屬雕像，於2003年揭幕。天蛾人博物館和研究中心於2005年開幕。
天蛾人也成為電影、電視、電子遊戲和紀錄片等影視作品時常引用的對象。較著名的包括由《天蛾人預言》一書改編成的2002年院線電影《天蛾人》，由李察·吉爾和蘿拉·琳妮主演，馬克·培林頓執導；Syfy2010年推出了天蛾人題材的原創電視電影《魔獸天蛾人》，由茱兒·史黛特主演，謝爾頓·威爾森（Sheldon Wilson）執導。2017年，電影人賽斯·布里德洛夫透過自己的小鎮怪物（Small Town Monsters）公司推出了紀錄片《波因特普萊森的天蛾人》，之後在2020年發行續集《天蛾人傳奇》。其中《天蛾人傳奇》探索了1960年代至2019年期間發生在波因特普萊森以外的所謂天蛾人目擊事件。

## 另見
- 鴞人
- 弗拉特伍茲怪物
- 彈簧腿傑克

## 外部連結
- 维基共享资源上的相關多媒體資源：天蛾人
- Dunning, Brian. . Skeptoid. 2009-06-23.